# 김선익
김선익(1986년 8월 19일 ~ )은 대한민국의 배우이다.

## 학력
- 중앙대학교 연극학과

## 출연 작품

### 영화
- 《귀(鬼)막힌 동거》 (2015년) - 말로 역
- 《마이 로맨스》 (2012년)

### 드라마
- 《아티스트 할매》 (웹드라마, 2016년) - 리차드 역
- 《총리와 나》 (KBS2, 2013년)

### 연극
- 《하이힐 다이어리》 - 남자 A 역
- 《러브 액츄얼리》 - 재운 역
- 《그남자 그여자》 - 영민 역

### 뮤지컬
- 《우연히 행복해지다》 - 김우연 역
- 《아이 엠 유》